# Леди-Маргарет-холл (Оксфорд)
Леди-Маргарет-Холл (Lady Margaret Hall, LMH; Колледж леди Маргарет) — один из колледжей Оксфордского университета. Основан в 1878 году как первый женский колледж в Оксфорде, с 1979 года — также для мужчин. Расположен в северной части города в садах с выходом к берегу реки Черуэлл.
В настоящее время (2016) насчитывает почти 50 штатных преподавателей (тьюторы, профессора, старшая администрация) и почти 650 учащихся, из которых почти 250 последипломников.
Возглавляет колледж бывший главный редактор «The Guardian» Alan Rusbridger (с 2015 года).
Колледж получил название в честь Маргарет Бофорт, матери короля Англии Генриха VII. Стал одним из двух новообразованных одновременно учебных учреждений созданных в Оксфорде для обучения женщин: Леди-Маргарет-Холл — во влиянии Церкви Англии, а второй — Сомервиль — как нерелигиозный. В 1879 году здесь приступили к занятиям первые девять студенток. В 1913 году колледж был включен в состав университета, а в 1920 году присваиваемые им степени были признаны как оксфордскоуниверситетские. В 1926 году колледж был зарегистрирован на основании королевской хартии, с 1959 года это полноправный колледж Оксфордского ун-та. В 1977-8 гг. в колледж допущены обучаться мужчины, приступившие к занятиям здесь со следующего года.
Здесь учились премьер-министр Пакистана Беназир Бхутто, лорд-канцлер Великобритании Майкл Гоув, современная английская писательница Мишель Пейвер. Среди феллоу-эмеритов - Анна Абулафия, Гай Струмза.